# Serie B 2005/2006
Soutěžní ročník Serie B 2005/06 byl 74. ročník druhé nejvyšší italské fotbalové ligy. Soutěž začala 27. srpna 2005 a skončila 28. května 2006. Účastnilo se jí opět 22 týmů z toho se 15 kvalifikovalo z minulého ročníku, 3 ze Serie A a 4 ze třetí ligy. Nováčci ze třetí ligy jsou: Rimini Calcio FC, US Cremonese, US Avellino, AC Mantova 1911.
Kluby Pescara Calcio, Vicenza Calcio a US Catanzaro které měli sestoupit do třetí ligy zůstaly ve druhé lize. Místo nich sestoupily kvůli bankrotům kluby AC Perugia a Salernitana Sport. Klub Janov CFC byl potrestán sestupem za podplácení.
První 2 kluby v tabulce postupovali přímo do Serie A. Play off hrály kluby o jedno postupové místo do Serie A vyřazovacím způsobem (klub ze 3. místa hrál s klubem ze 6. místa a klub ze 4. místa hrál s klubem který obsadil 5. místo). Sestupovali poslední 3 kluby v tabulce (20., 21. a 22. místo) přímo a klub který skončil na 18. a 19. místě se utkali na 2 zápasy v play out, poražený sestoupil do Serie C1. 

## Tabulka
| Poř. | Tým                 | Z  | V  | R  | P  | VG | OG | B  |
| ---- | ------------------- | -- | -- | -- | -- | -- | -- | -- |
| 1.   | Atalanta BC         | 42 | 24 | 9  | 9  | 61 | 39 | 81 |
| 2.   | Calcio Catania      | 42 | 22 | 12 | 8  | 67 | 42 | 78 |
| 3.   | Turín FC            | 42 | 21 | 13 | 8  | 51 | 31 | 76 |
| 4.   | AC Mantova 1911     | 42 | 18 | 15 | 9  | 46 | 35 | 69 |
| 5.   | Modena FC           | 42 | 17 | 16 | 9  | 59 | 41 | 67 |
| 6.   | AC Cesena           | 42 | 18 | 12 | 12 | 66 | 54 | 66 |
| 7.   | AC Arezzo           | 42 | 17 | 15 | 10 | 45 | 34 | 66 |
| 8.   | Bologna FC 1909     | 42 | 16 | 16 | 10 | 55 | 42 | 64 |
| 9.   | FC Crotone          | 42 | 18 | 9  | 15 | 56 | 48 | 63 |
| 10.  | Brescia Calcio      | 42 | 15 | 15 | 12 | 54 | 44 | 60 |
| 11.  | Pescara Calcio      | 42 | 14 | 12 | 16 | 41 | 50 | 54 |
| 12.  | Piacenza FC         | 42 | 13 | 15 | 14 | 56 | 52 | 54 |
| 13.  | AS Bari             | 42 | 11 | 18 | 13 | 43 | 47 | 51 |
| 14.  | US Triestina Calcio | 42 | 12 | 15 | 15 | 44 | 51 | 51 |
| 15.  | Hellas Verona FC    | 42 | 10 | 19 | 13 | 42 | 41 | 49 |
| 16.  | Vicenza Calcio      | 42 | 13 | 10 | 19 | 38 | 49 | 49 |
| 17.  | Rimini Calcio FC    | 42 | 11 | 15 | 16 | 42 | 49 | 48 |
| 18.  | UC AlbinoLeffe      | 42 | 10 | 16 | 16 | 38 | 52 | 46 |
| 19.  | US Avellino         | 42 | 11 | 13 | 18 | 42 | 62 | 46 |
| 20.  | Ternana Calcio      | 42 | 7  | 18 | 17 | 36 | 58 | 39 |
| 21.  | US Cremonese        | 42 | 6  | 12 | 24 | 36 | 60 | 30 |
| 22.  | US Catanzaro        | 42 | 7  | 7  | 28 | 26 | 63 | 28 |

Poznámky
- Z = Odehrané zápasy; V = Vítězství; R = Remízy; P = Prohry; VG = Vstřelené góly; OG = Obdržené góly; B = Body

|  | Postup do Serie A 2006/07  |
|  | Play off                   |
|  | Sestup do Serie C1 2006/07 |

## Play off
Boj o postupující místo do Serie A.

### Semifinále
Modena FC - AC Mantova 1911 0:0 a 1:1
AC Cesena - Turín FC 1:1 a 0:1

### Finále
AC Mantova 1911 - Turín FC 4:2 a 1:3
Poslední místo pro postup do Serie A 2006/07 vyhrál tým Turín FC.

## Play out
Boj o setrvání v Serii B.
US Avellino - UC AlbinoLeffe 0:2 a 2:3
V Serii B zůstal klub UC AlbinoLeffe. Klub US Avellino sestoupil do Serie C1 2006/07.